# A-4 (Spanje)
De autovía A-4 of autopista AP-4 of Autovía/Autopista del Sur is een weg in Spanje. Deze weg is van het type autovía en voor een gedeelte autopista, begint in Madrid en eindigt in Cádiz.
Het gedeelte dat een tolweg is, de AP-4, loopt van Sevilla tot Cádiz en heeft een lengte van 123,80 km.
Deze weg maakt tevens onderdeel uit van de E5.

## Gedeelten
| Sectie | Van         | Naar        | Lengte    | Bebording |
| ------ | ----------- | ----------- | --------- | --------- |
| 1      | Madrid      | Aranjuez    | 52,72 km  | A-4       |
| 2      | Aranjuez    | Ocaña       | 14,87 km  | A-4       |
| 3      | Ocaña       | Madridejos  | 56,95 km  | A-4       |
| 4      | Madridejos  | Manzanares  | 57,35 km  | A-4       |
| 5      | Manzanares  | Valdepeñas  | 27,86 km  | A-4       |
| 6      | Valdepeñas  | La Carolina | 67,98 km  | A-4       |
| 7      | La Carolina | Bailén      | 26,36 km  | A-4       |
| 8      | Bailén      | Andújar     | 29,64 km  | A-4       |
| 9      | Andújar     | Córdoba     | 77,31 km  | A-4       |
| 10     | Córdoba     | Écija       | 54,13 km  | A-4       |
| 11     | Écija       | Carmona     | 54,18 km  | A-4       |
| 12     | Carmona     | Sevilla     | 35,18 km  | A-4       |
| 13     | Sevilla     | Cádiz       | 123,80 km | AP-4      |

## Steden langs de route
- Madrid
- Pinto
- Aranjuez
- Valdepeñas
- Bailén
- Andújar
- Córdoba
- Écija
- Carmona
- Sevilla
- Dos Hermanas
- Puerto Real
- Cádiz